# Kalanchoe robusta
Kalanchoe robusta е вид растение от семейство Дебелецови (Crassulaceae).

## Разпространение и местообитание
Kalanchoe robusta е ендемичен за йеменския остров Сокотра. Естественото му местообитание е по скалисти склонове и сред варовикови скали в ниска храстова растителност и ниски сукулентни храсти на височина 300 – 750 м.

## Таксономия
Въпреки че е включен в списъка на Международния съюз за защита на природата като принадлежащ към отряда Rosales, каланхоетата и други представители на семейство Дебелецови (Crassulaceae) по-често се поставят в разред каменоломкоцветни (Saxifragales).